# Nakhon Thai (huyện)
Nakhon Thai (tiếng Thái: นครไทย, phiên âm: Nákhon Thay) là một huyện (amphoe) ở phía đông thuộc tỉnh Phitsanulok, phía bắc Thái Lan.

## Địa lý
Các huyện giáp ranh (từ phía tây nam theo chiều kim đồng hồ): Wang Thong, Chat Trakan thuộc tỉnh Phitsanulok, Na Haeo, Dan Sai thuộc tỉnh Loei, Khao Kho thuộc tỉnh Phetchabun.
Vườn quốc gia Phu Hin Rong Kla nằm ở huyện Nakhon Thai.
Nakhon Thai nằm trong lưu vực sông Nan, một phần của lưu vực sông Chao Phraya. Ngoài ra huyện này còn có sông Khwae Noi, Fia (tiếng Thái:  ลำน้ำเฟี้ย) và Kaem (tiếng Thái:  ลำน้ำแขม).

## Hành chính
Huyện này được chia thành 11 phó huyện (tambon), các đơn vị này lại được chia ra thành 142 làng (muban). Nakhon Thai là một thị trấn (thesaban tambon) which nằm trên một phần của the tambon Nakhon Thai. Có 10 tổ chức hành chính tambon.
| STT | Tên         | Tên tiếng Thái | Số làng | Dân số |  |
| --- | ----------- | -------------- | ------- | ------ |  |
| 1.  | Nakhon Thai | นครไทย         | 13      | 10.236 |  |
| 2.  | Nong Kathao | หนองกะท้าว      | 26      | 15.470 |  |
| 3.  | Ban Yaeng   | บ้านแยง         | 12      | 9.170  |  |
| 4.  | Noen Phoem  | เนินเพิ่ม         | 17      | 12.136 |  |
| 5.  | Na Bua      | นาบัว           | 15      | 8.000  |  |
| 6.  | Nakhon Chum | นครชุม          | 8       | 3.239  |  |
| 7.  | Nam Kum     | น้ำกุ่ม           | 7       | 2.626  |  |
| 8.  | Yang Klon   | ยางโกลน        | 10      | 5.056  |  |
| 9.  | Bo Pho      | บ่อโพธิ์          | 14      | 7.124  |  |
| 10. | Ban Phrao   | บ้านพร้าว        | 10      | 6.428  |  |
| 11. | Huai Hia    | ห้วยเฮี้ย         | 10      | 6.357  |  |